# Alexander Kiirowitsch Kim

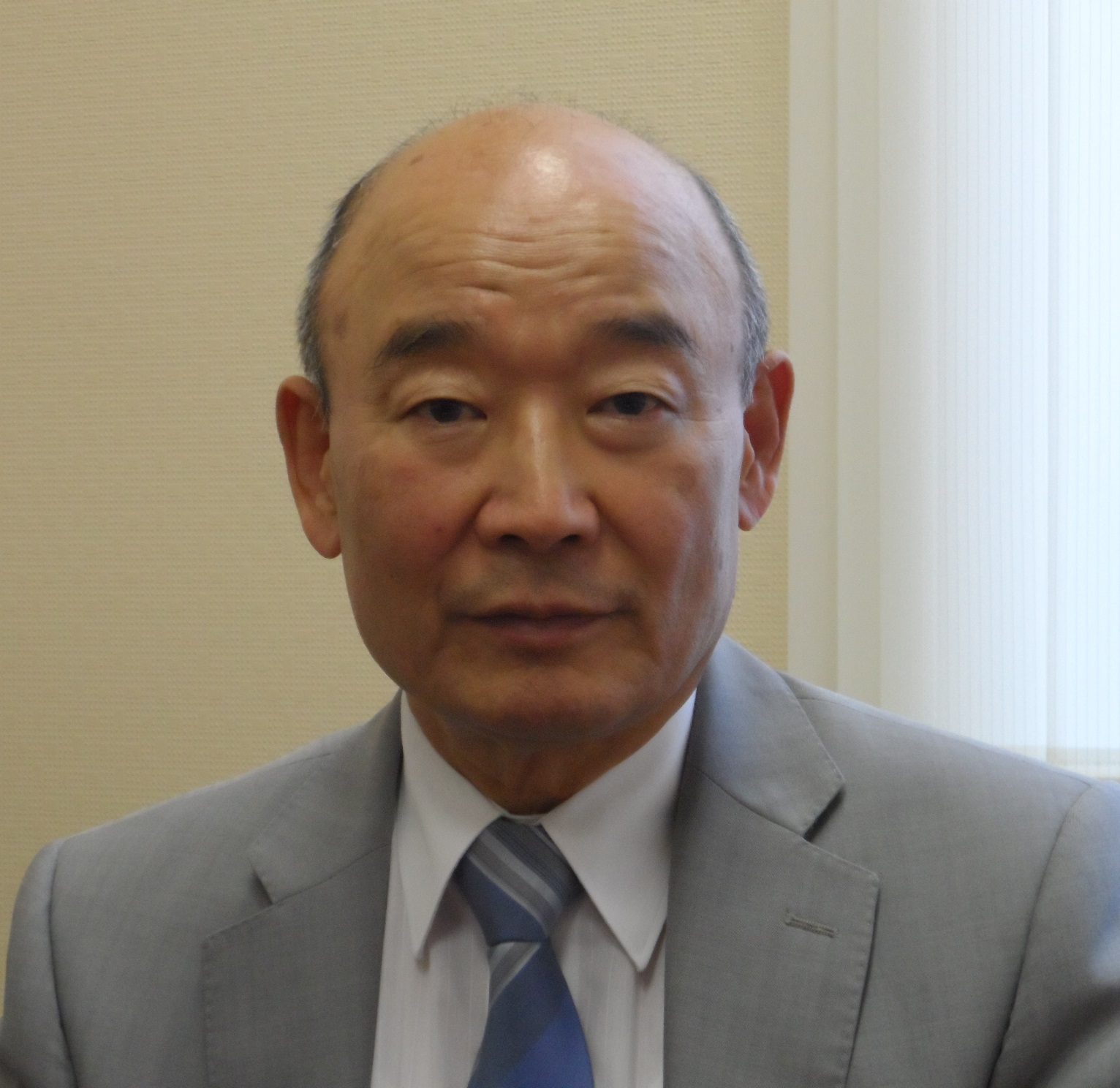
Alexander Kiirowitsch Kim

Alexander Kiirowitsch Kim (russisch Александр Киирович Ким; * 21. Juli 1945 im Dorf Wsmorje bei Dolinsk, Oblast Sachalin) ist ein sowjetisch-russischer Informatiker.

## Leben
Kim besuchte die Mittelschule mit Abschluss 1962 und studierte dann auf Empfehlung seiner Lehrer am Moskauer Ingenieur-Physik-Institut (MIFI) in der Fakultät für Rechnertechnik und Kybernetik mit Abschluss 1968. Er war ein eifriger Sambo-Sportler und belegte bei den Allunions-Sambo-Meisterschaften den 3. Platz. Eine Sportverletzung beendete seine sportliche Karriere.
Darauf wurde Kim eine Arbeitsstelle im Sagorsker Elektromechanik-Werk (SEMS) zugewiesen. Er war dann an der Produktion von Bauteilen für Raketenabwehr-Systeme beteiligt. Zusammen mit Mitarbeitern des Laboratoriums W. W. Bardischs des später nach S. A. Lebedew benannten Moskauer Instituts für Feinmechanik und Rechnertechnik (ITMiWT) der Akademie der Wissenschaften der UdSSR (AN-SSSR, ab 1991 Russische Akademie der Wissenschaften (RAN)) nahm er in den 1970er Jahren an den Arbeiten zur Herstellung und Kontrolle von Dünnschicht-Speicherelementen im SEMS teil.
Mitarbeiter des ITMiWT wurde Kim 1973 auf Einladung Wsewolod Burzews. Er wurde in das Computer-Entwickler-Kollektiv aufgenommen, und 1980 während der staatlichen Tests des Multiprocessing-Rechner-Komplexes (MWK) Elbrus-1 war er für die Fehlerdiagnose und -beseitigung verantwortlich. Die MWK-Elbrus-Anlagen wurden unter der Leitung Wsewolod Burzews für die Raketenabwehr entwickelt und fanden Anwendungen im Weltraum-Überwachungskomplex Okno und im A-135-ABM-System der Raketenabwehr, wobei Kim eine wesentliche Rolle spielte. Daneben absolvierte er die Aspirantur und wurde 1986 zum Kandidaten der technischen Wissenschaften promoviert.
Nach dem Zerfall der Sowjetunion gründete Kim mit anderen als Aktiengesellschaft das Moskauer Zentrum für SPARC-Technologie MZST für die Produktion von Mikroprozessoren, deren Generaldirektor er wurde. Beteiligt ist das ITMiWT, das eine Öffentliche Aktiengesellschaft geworden war. Kim übernahm die Entwicklung und Produktionsorganisation der MZST-R-Mikroprozessoren und der  Elbrus-Anlagen für die Raketenabwehr. Verwendet wurden die Mikroprozessoren in den Abwehrsystemen S-300 und S-400.
Seit 2006 ist Kim auch Generaldirektor der aus dem Bruk-Institut für Elektronische Steuerungsmaschinen (INEUM) entstandenen Öffentlichen Aktiengesellschaft INEUM.
Kim ist verheiratet und hat zwei Töchter und 5 Enkel.

## Ehrungen, Preise
- Orden der Völkerfreundschaft (1982)
- Staatspreis der UdSSR (1987)[1]
- Orden der Ehre (2002)[9]
- Medaille des Verdienstordens für das Vaterland II. Klasse (2016)[2]